# Vicques (Calvados)
Vicques település Franciaországban, Calvados megyében. Lakosainak száma 69 fő (2022. január 1.). Vicques Bernières-d’Ailly, Jort, Louvagny és Morteaux-Coulibœuf községekkel határos.

## Népesség
A település népessége az elmúlt években az alábbi módon változott:
| Lakosok száma | 60   | 53   | 63   | 52   | 66   | 70   | 70   | 72   | 73   | 69   |
|               | 1968 | 1982 | 1990 | 2006 | 2013 | 2015 | 2017 | 2019 | 2020 | 2022 |